# Frank Herbert's Dune (videogioco)
Frank Herbert's Dune è un videogioco pubblicato dalla Cryo Interactive nel 2001. È ambientato nell'universo fantascientifico di Dune creato dallo scrittore Frank Herbert, ed è tratto dalla miniserie televisiva Dune - Il destino dell'universo del 2000.
Il gioco fu un fallimento sia dal punto di vista commerciale sia di critica, e fu uno degli ultimi videogiochi prodotti dalla Cryo Interactive, che fallì poco tempo dopo anche a causa dell'insuccesso del gioco.

## Trama
Nella parte di Paul, figlio della concubina del Duca Atreides ed erede al trono, il giocatore deve guadagnarsi il rispetto e la fiducia della popolazione nativa del pianeta desertico Dune, i Fremen, per diventare alla fine il loro messia annunciato e liberarli dalla desolata condizione del pianeta. Inoltre Paul dovrà scontrarsi con il malvagio Barone Harkonnen che ha massacrato la famiglia Atreides spalleggiato dall'Imperatore Shaddam IV.

## Produzione
Già al termine della realizzazione del gioco, la Cryo aveva cominciato ad essere oppressa da vari debiti finanziari. Frank Herbert's Dune si rivelò essere un costoso flop, e lo studio non riuscì a trovare creditori per continuare l'attività. La versione per console PlayStation 2 uscì soltanto in Europa.